# Episodi di Legacies (quarta stagione)
La quarta e ultima stagione della serie televisiva Legacies, composta da venti episodi, è stata trasmessa sul canale statunitense The CW dal 14 ottobre 2021 al 16 giugno 2022.
In Italia la stagione è andata in onda in prima visione su La5 dal 20 luglio al 14 settembre 2022. Il quinto episodio è stato erroneamente trasmesso per primo.
Durante questa stagione entra nel cast principale Omono Okojie e ne esce Kaylee Bryant. Peyton Alex Smith ricompare come guest star. Joseph Morgan, Claire Holt, Charles Michael Davis e Riley Voelkel di The Originals e Candice King di The Vampire Diaries compaiono come guest star.
| n° | Titolo originale                                         | Titolo italiano                                                    | Prima TV USA     | Prima TV Italia   |
| -- | -------------------------------------------------------- | ------------------------------------------------------------------ | ---------------- | ----------------- |
| 1  | You Have to Pick One This Time                           | Devi fare una scelta stavolta                                      | 14 ottobre 2021  | 26 luglio 2022    |
| 2  | There's No I in Team, or Whatever                        | Non c'è io in una squadra, o come si dice                          | 21 ottobre 2021  | 27 luglio 2022    |
| 3  | We All Knew This Day Was Coming                          | Sapevamo tutti che questo giorno sarebbe arrivato                  | 28 ottobre 2021  | 27 luglio 2022    |
| 4  | See You on the Other Side                                | Ci vediamo dall'altra parte                                        | 4 novembre 2021  | 2 agosto 2022     |
| 5  | I Thought You'd Be Happier to See Me                     | Pensavo saresti stata più felice di vedermi                        | 11 novembre 2021 | 20 luglio 2022    |
| 6  | You're a Long Way from Home                              | Sei lontana da casa                                                | 18 novembre 2021 | 3 agosto 2022     |
| 7  | Someplace Far Away from All This Violence                | Un luogo lontano da questa violenza                                | 2 dicembre 2021  | 9 agosto 2022     |
| 8  | You Will Remember Me                                     | Ti ricorderai di me                                                | 9 dicembre 2021  | 10 agosto 2022    |
| 9  | I Can't Be the One to Stop You                           | Non posso essere io a fermarti                                     | 16 dicembre 2021 | 10 agosto 2022    |
| 10 | The Story of My Life                                     | La storia della mia vita                                           | 24 febbraio 2022 | 16 agosto 2022    |
| 11 | Follow the Sound of My Voice                             | Segui il suono della mia voce                                      | 3 marzo 2022     | 16 agosto 2022    |
| 12 | Not All Those Who Wander Are Lost                        | Non tutti gli erranti sono perduti                                 | 10 marzo 2022    | 17 agosto 2022    |
| 13 | Was This the Monster You Saw?                            | È questo il mostro che hai visto?                                  | 31 marzo 2022    | 23 agosto 2022    |
| 14 | The Only Way Out Is Through                              | L'unica via d'uscita è tirare dritto                               | 7 aprile 2022    | 24 agosto 2022    |
| 15 | Everything That Can Be Lost May Also Be Found            | Tutto quello che si perde può essere ritrovato                     | 14 aprile 2022   | 31 agosto 2022    |
| 16 | I Wouldn't Be Standing Here If It Weren't For You        | Non sarei qui se non fosse stato per te                            | 28 aprile 2022   | 31 agosto 2022    |
| 17 | Into the Woods                                           | Nel bosco                                                          | 5 maggio 2022    | 6 settembre 2022  |
| 18 | By the End of This, You'll Know Who You Were Meant to Be | Entro la fine di questo incontro saprai chi eri destinata a essere | 2 giugno 2022    | 7 settembre 2022  |
| 19 | This Can Only End in Blood                               | Questa storia può solo finire nel sangue                           | 9 giugno 2022    | 13 settembre 2022 |
| 20 | Just Don't Be a Stranger, Okay?                          | Vedi di non sparire, ok?                                           | 16 giugno 2022   | 14 settembre 2022 |

## Devi fare una scelta stavolta
- Titolo originale: You Have to Pick One This Time
- Diretto da: Tony Solomons
- Scritto da: Mark Ryan Walberg

### Trama
Ora che Malivore è nel corpo di Landon, viene tenuto prigioniero nella Scuola Salvatore, ciò che vuole Hope è trovare il modo di liberare Landon, ma Alaric, Kaleb, MG, Josie e Lizzie vogliono salvare Cleo e solo dopo anche Landon. Infatti hanno creato una barriera magica attorno alla gabbia dove è rinchiuso Malivore, allo scopo di tenere Hope fuori.
Kaleb usa i suoi poteri di vampiro per stabilire una connessione permettendo a lui e Alaric di entrare nella mente cosciente di Malivore. Finch fa una ricerca sulla congrega Gemini ma non trova nulla sulla Fusione, lei è ignara che tra Josie e Lizzie solo una delle due sopravviverà. Alaric e Kaleb si ritrovano nel vecchio liceo dove quest'ultimo studiava, è un ricordo comune, il giorno in cui si incontrarono. Malivore mostra a Kaleb ciò che lui rimosse di quell'episodio: Kaleb vinse una partita di football, perse il controllo e uccise alcuni dei suoi compagni di scuola, Alaric lo affrontò mettendolo fuori combattimento e lo costrinse a iscriversi alla Scuola Salvatore. Intanto, nella dimensione infernale, Hope e MG trovano Cleo, ma Malivore aveva capito il loro piano e quindi riesce ad allontanarli da Cleo. Malivore risveglia la sete di sangue di Kaleb che tenta di aggredire Alaric ma poi interviene il vero Landon che riesce a placarlo. Landon ha deciso di morire, perché adesso che Malivore è nel suo corpo è un essere mortale, ritenendo il suo sacrificio necessario per impedire a Hope di trasformarsi nel tribrido. Josie e Lizzie spezzano il legame psichico che Hope, Kaleb, MG e Alaric avevano con Malivore. Kaleb capisce che se è diventato una persona migliore lo deve solo ad Alaric; Lizzie confessa a Hope che è sempre stata invidiosa di lei e Josie, perché sono state capaci di instaurare relazioni basate sull'amore e il rispetto reciproco. Lei prova dei sentimenti per MG ma lui non sembra interessato. Hope la convince a concedergli una possibilità, e Cleo fa una confessione a Malivore: prima che lui interferisse sulla connessione che si era creata tra lei, MG e Hope, quest'ultima aveva permesso a Cleo di farsi ispirare, adesso Hope ha capito come combattere Malivore.
- Guest star: Omono Okojie (Cleo Sowande), Sope Aluko (Nonna di Cleo), Courtney Bandeko (Finch Tarrayo), Tairat Baoku (Sorella di Cleo), Adetinpo Thomas (Sorella di Cleo).
- Ascolti USA: telespettatori 326 000[2]

## Non c'è io in una squadra, o come si dice
- Titolo originale: There's No I in Team, or Whatever
- Diretto da: Michael Karasick
- Scritto da: Adam Higgs e Hannah Rosner

### Trama
Hope grazie all'ispirazione di Cleo spiega ai suoi amici che esiste un modo per liberare Landon dal controllo di Malivore: un incantesimo di "trasfusione magica" con il quale è possibile estrarre con la forza Malivore, per poi trasferirlo in un altro tramite. Clarke dovrà essere il nuovo tramite di Malivore, e accetta dato che Alaric si offre di pagargli le spese mediche. Prima che il piano possa essere effettuato, Clarke ha un confronto con Malivore. Cleo, all'interno di Malivore, incontra Landon, che le confessa che ciò che più teme è che Hope possa diventare il tribrido, lei sarebbe il primo della sua specie, e sconvolgerebbe l'equilibrio del mondo soprannaturale. Ascoltando queste parole, Cleo ha la visione di un albero.
Intanto, Josie trae potere da Finch e usando la corda esegue l'incantesimo, ma non funziona, inoltre Malivore ha trasferito nel corpo di Clarke un mostro, un dybbuk, uno spirito aggressivo, che nel corpo di Clarke, va alla serata drive-in dove Lizzie e Ethan sono andati insieme per un appuntamento. Il dybbuk rapisce Lizzie, inutile è stato il tentativo di Ethan di difenderla, che infatti viene atterrato dal mostro. MG porta Ethan alla Scuola Salvatore per farlo curare, mentre Kaleb e Hope salvano Lizzie dal dybbuk, infatti Hope lo annienta usando la magia. Finch confessa a Josie di amarla ma ha scoperto della Fusione, e non se la sente di restare con lei sapendo che esiste la possibilità che sarà lei a morire e non Lizzie.
Hope dà il permesso a Clarke di lasciare Mystic Falls. Ethan, intanto è ancora alla scuola Salvatore: Malivore lo attira a sé e costringe Alaric a liberarlo con la minaccia di strangolare Ethan. Malivore scappa dalla Scuola Salvatore portando con sé Ethan.
- Guest star: Omono Okojie (Cleo Sowande), Sope Aluko (Nonna di Cleo), Nick Fink (Ryan Clarke), Courtney Bandeko (Finch Tarrayo).
- Altri interpreti: Elijah B. Moore (Wade Rivers), Aba Arthur (Guerriera), Trinity Adebayo (Cleo Sowande da bambina), Nadjah Dabney (Infermiera).
- Ascolti USA: telespettatori 338 000[3]

## Sapevamo tutti che questo giorno sarebbe arrivato
- Titolo originale: We All Knew This Day Was Coming
- Diretto da: Lauren Petzke
- Scritto da: Thomas Brandon (soggetto); Courtney Grace e J.P. Estes (sceneggiatura)

### Trama
Ethan non è più in sé, infatti Malivore gli ha guarito il braccio e ora il ragazzo è asservito a lui, porta con l'inganno Blake da Malivore che adesso non è più interessato a risucchiare le sue vittime, ma trasformarle invece in suoi servi. Malivore trasforma Blake in un mostro di roccia e lava, Hope lo affronta e lo uccide, adesso è schiacciata dal rimorso per aver tolto la vita a Blake. Hope ha deciso di trasformarsi nel tribrido perché è il solo modo per uccidere Malivore. Alaric si oppone, se Hope diventasse il tribrido diverrebbe la creatura più potente mai esistita, e teme le conseguenze. Però Hope è incerta dato che uccidere Malivore avrà un prezzo da pagare: uccidere pure il suo fidanzato Landon.
Kaleb non può accettare che Hope uccida Malivore, perché Cleo è ancora al suo interno e morirebbe pure lei. Cleo intanto usa la magia per proiettare la luce, sperando che sia il solo modo per fuggire dall'oscurità di Malivore, ci riesce e ritorna a Mystic Falls, solo per scoprire che in realtà è ancora all'interno di Malivore che è riuscito a scoprire quello che Cleo aveva tentato di tenergli nascosto: ora ha scoperto che esiste qualcosa che può uccidere il tribrido. Alaric e gli studenti della Scuola Salvatore organizzano una piccola festa per Hope, per festeggiare i suoi ultimi momenti di vita da mortale, scherzando e ridendo in allegria. Hope e le gemelle Saltzman con i loro poteri creano il germoglio di una pianta dalla terra, le tre ragazze si abbracciano, la pianta che hanno appena creato simboleggia una nuova vita. Josie chiede a Finch di restarle accanto per il giorno in cui farà la Fusione. Kaleb rintraccia Malivore e gli propone un accordo. Freya raggiunge la Scuola Salvatore, e con le lacrime agli occhi esaudisce il desiderio di Hope, con un incantesimo le toglie la vita in attesa che la nipote ritorni in vita come tribrido. Kaleb, a cui Malivore ha concesso i poteri di un drago, rapisce Hope mentre lei è ancora morta.
- Special guest star: Peyton Alex Smith (Rafael Waithe), Riley Voelkel (Freya Mikaelson).
- Guest star: Demetrius Bridges (Dorian Williams), Omono Okojie (Cleo Sowande), Courtney Bandeko (Finch Tarrayo).
- Altri interpreti: Elijah B. Moore (Wade Rivers), Antonio C. Davis (Blake), Cheetah Platt (Cherufe), J.J. Dunlap (Il Traghettatore), Jadon "Enerjaee" Christian (Mostro ombra 1), Carlito "Luffy" Walker (Mostro ombra 2), Julius IGlide Chisolm (Mostro ombra 3).
- Ascolti USA: telespettatori 355 000[4]

## Ci vediamo dall'altra parte
- Titolo originale: See You on the Other Side
- Diretto da: Jeffrey Hunt
- Scritto da: Brett Matthews e Sylvia Batey Alcalá

### Trama
Kaleb e Ethan convertono altre persone in servi di Malivore mentre Hope, rapita da Kaleb, viene tenuta prigioniera. L'anima di Hope si ritrova nel Limbo, in attesa di trovare la Pace. Qui incontra Ted, e si ricorda del momento in cui quando Ted era il Necromante gli disse che Klaus non avrebbe trovato pace finché non l'avesse trovata pure Hope. Il traghettatore è disposto a permetterle di trovare la pace, ma Hope rifiuta l'offerta e torna nel mondo dei vivi. Hope ora è in transizione, e se non si nutre di sangue umano morirà, mentre Malivore la sorveglia.
Alaric, Lizzie e MG vanno a salvarla, affrontando i servi di Malivore. Cleo intanto trova Landon nell'oscurità, adesso ha capito che esiste un modo per fuggire da lì: l'oscurità è fatta dell'essenza stessa di Malivore quindi è possibile usarla per modellare un portale per uscirvi. Alaric uccide quasi tutti i servi di Malivore, mentre Lizzie e MG affrontano Ethan, che adesso per merito di Malivore posside il potere del teletrasporto e dell'invisibilità, tuttavia lo sconfiggono. Malivore ha distolto l'attenzione da Hope che è fuggita dal vagone treno in cui era intrappolata, Alaric le offre il suo sangue e lei se ne nutre, ad un tratto il cielo diventa rosso e si scatenano dei tuoni come segno di presagio: Hope è diventata il tribrido. Dopo avergli dato un assaggio del suo nuovo potere, Hope è pronta a finirlo, e quindi crea con la magia, una spada col suo sangue, essendo tossico per Landon e Malivore.
A quel punto, Malivore si fa sostituire da Landon dando per scontato che Hope, trovandosi davanti al ragazzo che ama, non lo ucciderà. Malivore decide di fuggire dal corpo di Landon usando il portale creato da Cleo, ma quando lo attraversa scopre che in realtà era una trappola: Cleo adesso ha intrappolato la coscienza di Malivore nella sua stessa oscurità. Josie usa un incantesimo in modo da liberare Cleo da Malivore. Intanto, nel mondo esterno, Landon chiede a Hope di ucciderlo prima che sia tardi, così i due si baciano dichiarandosi amore eterno. Hope compie il suo destino e trafigge Landon uccidendo anche Malivore, mentre Cleo viene proiettata nella Scuola Salvatore. Josie e Finch fanno l'amore, mentre Kaleb e Ethan non sono più assogettati a Malivore, ma hanno conservato i poteri. Nel frattempo Hope decide di spegnere la sua umanità e aggredisce Alaric.
- Guest star: Ben Geurens (Il Necromante), Omono Okojie (Cleo Sowande), Courtney Bandeko (Finch Tarrayo).
- Altri interpreti: Elijah B. Moore (Wade Rivers), J.J. Dunlap (Il Traghettatore), Omer Mughal (Cittadino).
- Ascolti USA: telespettatori 418 000[5]

## Pensavo saresti stata più felice di vedermi
- Titolo originale: I Thought You'd Be Happier to See Me
- Diretto da: Lauren Petzke
- Scritto da: Brett Matthews

### Trama
La mattina dopo si scopre che Alaric è stato ricoverato in ospedale, e in seguito all'attacco di Hope è finito in coma. Nelle sue attuali condizioni, nemmeno il sangue di vampiro può salvarlo. MG usa i suoi poteri per permettere a Josie e Lizzie di entrare nella mente del padre e stabilire un contatto con la sua coscienza ma non la trovano, infatti rivivono solo i ricordi legati a Hope, scoprendo che proprio lei ha picchiato Alaric riducendolo in quello stato. Mentre Josie cerca di essere comprensiva, consapevole che Hope non è in sé, Lizzie è accecata dalla rabbia e vorrebbe uccidere Hope.
Hope va in un bar, e viene raggiunta da Rebekah. La zia non ci mette molto a capire che la nipote ha spento la sua umanità, tenta di farla ragionare sapendo quanto ora lei sia pericolosa, ma Hope non sente ragioni, dunque Rebekah la trafigge con il pugnale d'argento che ha il potere di rendere inerme un Vampiro Originale. Il barista del locale si rivela un vampiro e spezza il collo a Rebekah; telefona poi a una donna che gli ha dato l'incarico di rapire Hope, ma il tribrido è immune al pugnale d'argento, e sconfigge il vampiro. Josie e Lizzie continuano a cercare tra i ricordi di Alaric, il giorno del loro undicesimo compleanno, Alaric portò Hope alla festa benché le figlie non l'avessero invitata, Hope rovinò tutto seminando caos con la magia dopo aver litigato con Lizzie, ma Alaric invece che punire Hope decise di portarla a vedere una mostra d'arte. Le gemelle capiscono che la coscienza di Alaric si è rifugiata nel ricordo della nascita delle sue figlie, così riescono a trovarla, ma essendo le condizioni di Alaric peggiorate, il suo ricordo diventa sempre più buio e per lui si sta avvicinando la fine.
Nel bar Hope tortura il vampiro, il quale le mostra il marchio che ha sul torace, ovvero il simbolo della Triade: la confraternita originale nata dal vampiro, dalla strega, e dal lupo mannaro, che generarono Malivore. La Triade vuole eliminare Hope, che essendo l’ibrido delle tre specie, è ritenuta un abominio della natura e un pericolo per tutti. Il vampiro è disposto a dirle chi sia la donna per cui lavora, ma poi prende fuoco e muore a causa del sortilegio della Triad per punire il suo tentato tradimento. I tentativi di Rebekah di far rinsavire Hope sono falliti, dunque lascia la città non prima di aver affermato alla nipote che Klaus se fosse lì si vergognerebbe della figlia per il modo in cui si sta comportando; e la ragazza dopo aver deciso di rinnegare la famiglia Mikaelson, telefona alla donna per cui lavorava il vampiro (dal suo cellulare) promettendole che verrà a stanarla, ma lei non sembra spaventata, al contrario provoca Hope, dicendole che la sta aspettando.
- Special guest star: Claire Holt (Rebekah Mikaelson).
- Guest star: Courtney Bandeko (Finch Tarrayo), Summer Fontana (Hope Mikaelson da bambina), Karen David (Emma Tig), Elijah B. Moore (Wade Rivers).
- Altri interpreti: Brian Ashton Smith (Poliziotto), Bryan Terry Snell (Barista), Andrea Laing (Brandy).
- Ascolti USA: telespettatori 430 000[6]

## Sei lontana da casa
- Titolo originale: You're a Long Way from Home
- Diretto da: America Young
- Scritto da: Thomas Brandon e Kimberly Ndombe

### Trama
Fayetteville, Georgia: Clarke ora lavora per una compagnia assicurativa, ha una relazione con Trudy, la figlia del suo capo. Riceve la visita di Hope, che vuole che Clarke la aiuti a rintracciare i leader della Triad. Avendo cambiato vita inizialmente rifiuta, ma Hope lo mette in difficoltà facendo credere a Trudy che lui le è stato infedele.
Gli studenti della Scuola Salvatore affrontano Hope in una simulazione, ma i loro tentativi falliscono, con Hope che li uccide sempre.
Hope è per un terzo un Vampiro Originale, Cleo sa che l'unica cosa che può ucciderla è il legno della quercia bianca. Intanto, Clarke porta Hope in uno degli stabilimenti dell'agenzia governativa Triad. L'archivio è protetto da un mostro, l'Argo, quindi Hope usa Clarke come esca anche se l'Argo decide di non ucciderlo e di lasciare il rifugio. Nel Limbo Ted spiega a Landon che il traghettatore li condurrà alla pace quando gli consegneranno un obolo, intanto nel Limbo Ted incontra Oscar, era il suo primo accolito, Oscar si fece uccidere di proposito da Ted per aiutarlo ad attivare i poteri del Necromante, in cambio egli gli aveva promesso che poi lo avrebbe riportato in vita, e anche la sua fidanzata e la famiglia di lei, è ancora in attesa che Ted rispetti la promessa ed è per questo che non ha mai trovato la pace. Ted gli confessa che ormai non ha più il potere di esaudire le sue pretese, e ucciderlo fu uno sbaglio, perché Oscar era per lui un buon amico. Sentendo queste parole Oscar si rassegna e ottiene l'obolo quindi il traghettatore lo conduce nel luogo dove troverà la pace.
Josie, per aiutare la sorella con la radice del suo attuale problema, decide di intrappolare la sua coscienza in una magia rappresentativa. Finch vede Cleo documentarsi sulla quercia bianca, e quando ne vede l'illustrazione su un libro confessa a Cleo di aver già visto quell'albero nelle vicinanze: si tratta della pianta che Hope, Josie e Lizzie avevano fatto germogliare con la magia, le tre ragazze hanno generato un possente albero. La natura per bilanciare l'equilibrio ha fatto risorgere l'albero proprio per fermare il triibrido, nello specifico una quercia rossa. Adesso che Hope ha trovato le informazioni che cercava sulla Triade, riporta Clarke a casa, dove si riconcilia con Trudy rivelandole la verità sul mondo del soprannaturale. Clarke telefona a Kaleb e Jed per metterli in guardia sull'Argo, che ora è a piede libero. Cleo affronta Hope in una simulazione armata del paletto intagliato con il legno della quercia rossa, riuscendo a ucciderla (conferma del fatto che quel legno è l'unica cosa che può eliminarla). Anche Alaric raggiunge il Limbo, sebbene non sia morto ma solo in coma.
- Guest star: Elijah B. Moore (Wade Rivers), J.J. Dunlap (Il Traghettatore), Ben Geurens (Il Necromante), Courtney Bandeko (Finch Tarrayo), Nick Fink (Ryan Clarke), Brandon Schraml (Oscar).
- Altri interpreti: Shakirah DeMesier (Signora Featherwood), Ashley Goodson (Trudy), Anthony Goolsby (Medico), Douglas Tait (Argus).
- Ascolti USA: telespettatori 379 000[7]

## Un luogo lontano da questa violenza
- Titolo originale: Someplace Far Away from All This Violence
- Diretto da: Barbara Brown
- Scritto da: Jose Molina e Hannah Rosner

### Trama
Jed e Kaleb vanno alla ricerca dell'Argo, ciò che vuole Kaleb è sconfiggere il mostro e riscattarsi agli occhi di tutti per aver tradito i suoi amici lasciandosi asservire da Malivore. Hope torna alla Scuola Salvatore per procurarsi le armi per combattere la Triad. Hope e Josie arrivano a un compromesso: le consegneranno le loro armi a patto che dia a ciascuno di loro la possibilità di tentare di riaccendere la sua umanità. Lizzie intanto è bloccata nella magia rappresentativa, vi uscirà solo quando affronterà una difficile verità personale.
Nella magia rappresentativa, che ha come ambientazione il Vecchio West, Lizzie deve scagionare il padre Alaric dall'accusa di omicidio, l'unico che può aiutarla è Ric, il fratello gemello di Alaric. Josie viene trasformata in un vampiro da Hope (la vera colpevole a capo di una banda di vampiri fuorilegge) e uccide Ric, a quel punto Lizzie si vede costretta a uccidere Josie e Hope riuscendo a far scagionare Alaric da ogni accusa. Intanto Jed e Kaleb trovano l'Argo, il quale ha ucciso una persona; il mostro morde Kaleb che però per via della sua pelle di drago è invulnerabile, infine Kaleb uccide l'Argo con il potere del fuoco. MG rispetta l'accordo e concede a Hope le armi, Josie risveglia il suo lato oscuro che tenta di riaccendere l'umanità di Hope usando lo stesso sortilegio che usò con Jade, ma con Hope non funziona, però ha notato che il tribrido per un momento ha avuto paura. La vera Josie si sostituisce al suo alter-ego malvagio affermando che Hope non ha perso totalmente la sua bontà d'animo ne è la prova che, benché abbia ridotto Alaric in fin di vita, non gli ha dato il colpo di grazia. Hope prima di lasciare la scuola intrappola la coscienza di Josie in una magia rappresentativa, proprio quando Lizzie esce dalla sua avendo capito la verità che doveva affrontare: uccidere Hope è l'unica cosa che può darle sollievo. Dato che la Triad fa capo a tre leader, un vampiro, un licantropo e una strega, Hope capisce che la donna a cui dà la caccia è proprio uno di loro.
- Guest star: Elijah B. Moore (Wade Rivers), Courtney Bandeko (Finch Tarrayo).
- Altri interpreti: Reznor Malaiik Allen (Pedro), Douglas Tait (Argus).
- Ascolti USA: telespettatori 355 000[8]

## Ti ricorderai di me
- Titolo originale: You Will Remember Me
- Diretto da: Nimisha Mukerji
- Scritto da: Brett Matthews e Layne Morgan

### Trama
Hope rintraccia la strega Agatha a capo delle streghe della Triad, la quale afferma che Hope nella sua natura di tribrido è un insulto alle linee di sangue delle tre specie.Hope la costringe a tradire i suoi compari estorcendole delle informazioni condannandola a morte dato che per via del sortilegio della Triad muore bruciata viva. Rintraccia poi Greg, l'alfa dei licantropi della Triad e uccide pure lui. Cleo mostra a MG il legno intagliato dalla quercia rossa, spiegandogli che solo con esso è possibile uccidere Hope, ma decidono di bruciarlo, infatti malgrado tutto Hope è una loro amica, e non hanno alcuna intenzione di farle del male. Ethan e Lizzie hanno ascoltato tutta la conversazione, non si erano accorti di loro dato che avevano usato il potere dell'invisibilità. I due salvano dalle ceneri un po' del legno, e lo usano per intagliare due paletti: il primo lo userà Lizzie apprestandosi a partire per dare la caccia a Hope, e il secondo lo userà Ethan il quale rimarrà alla Scuola Salvatore per proteggere l'istituto nel caso Hope dovesse ritornare. La mente di Josie è intrappolata nella magia rappresentativa dove lei e Hope sono delle specializzande in un ospedale fondato da Klaus, illustre medico e padre di Hope, la quale è un prodigio della chirurgia, sennonché durante un'operazione lei si sente male e viene ricoverata. Josie fa delle indagini e scopre che Klaus soffriva di CMT e che Hope l'ha ereditata, le loro condizione medica doveva restare segreta per proteggere la reputazione della clinica; Josie si risveglia dalla magia rappresentativa quando comprende la verità che doveva affrontare, ovvero che deve lasciare la Scuola Salvatore, la quale rappresenta un'eredità che deve abbandonare per poter trovare la propria strada.
Nel Limbo, Alaric tenta di ottenere un obolo, e ciò è possibile farlo cercando di espiare alcuni peccati della propria vita o aiutando altre anime a trovare la Pace.
Hope rintraccia l'ultimo dei tre leader, il vampiro, nonché la donna misteriosa a cui stava dando la caccia, che si rivela essere niente meno che Aurora de Martel, l'ex amante di Klaus e primo essere umano che Rebekah trasformò in vampiro. Lei è adirata da tutto il dolore e le umiliazioni che Klaus e la famiglia Mikaelson le hanno inflitto, tanto che avevano tentato di renderla inoffensiva condannandola a un magico sonno senza fine, ma i membri della Triad l'avevano rintracciata riuscendo a risvegliarla.
Aurora cerca di usare contro Hope la lama di Papa Tunde, contro la quale persino Klaus era impotente, nonché una delle ossa di Inadu, il Vuoto che Hope aveva già combattuto. Hope mette fuori combattimento Aurora e usa la lama di Papa Tunde contro di lei riuscendo a trafiggerla, ma in realtà Aurora aveva usato una magia illusoria sull'oggetto, che non era la lama di Papa Tunde ma il tridente, e infatti Hope usandolo per trafiggere Aurora ha fatto sì che le loro anime si scambiassero di corpo. Aurora adesso è nel corpo di Hope spiegandole che la lama di Papa Tunde ormai è andata perduta da tempo, quando venne impiegata per riportare in vita Inadu, era già da un po' che lei e Agatha tenevano d'occhio Hope tanto che quando videro Clarke usare il tridente contro di lei decisero di replicarlo creandone un altro. Hope, nel corpo di Aurora, scappa non avendo altra scelta che fuggire dato che Aurora, nel corpo del tribrido, ora è invincibile.
- Special guest star: Rebecca Breeds (Aurora de Martel).
- Guest star: Courtney Bandeko (Finch Tarrayo), Ben Geurens (Il Necromante).
- Altri interpreti: Bailey Hyneman (Strega), Danielle Tarmey (Agatha), Ulisses Gonsalves (Greg), Michael Silberblatt (Licantropo), Cheetah Platt (Tritone), Tanya Christiansen (Vera Lilien), Ray Acevedo (Maggiordomo).
- Ascolti USA: telespettatori 357 000[9]

## Non posso essere io a fermarti
- Titolo originale: I Can't Be the One to Stop You
- Diretto da: Morenike Joela Evans
- Scritto da: Benjamin Raab e Deric A. Hughes

### Trama
Mentre Aurora è nel corpo di Hope viene raggiunta da Lizzie che le trafigge la mano con il paletto di quercia rossa che infatti è capace di indebolirla. Aurora le spiega che lei e Hope si sono scambiate i corpi, e dato che sia lei che Lizzie condividono il desiderio di sbarazzarsi di Hope, le due stringono un'alleanza. La persona che l'Argo aveva scuoiato è ancora viva, il suo corpo si sta rigenerando, ma Kaleb e Ethan diventano aggressivi nei confronti di quell'individuo. Josie spiega a Finch che lascerà Mystic Falls e la invita venire con lei. Aurora mostra a Lizzie una bara, venne forgiata dagli Dei, essa può contenere anche il tribrido, ma Lizzie non ha nessuna intenzione di sigillare lì Hope, ma solo di ucciderla, quindi chiude proprio Aurora nella bara. Lizzie telefona a Hope invitandola a raggiungerla, una volta lì Lizzie si appresta ad affrontarla, infatti ora Hope è nel corpo di Aurora, di conseguenza essendo un semplice vampiro ucciderla sarà più facile.
Lizzie però capisce di amare Hope come se fosse una di famiglia, e non ha la forza di ucciderla. Nel Limbo Alaric, Landon e Ted intendono salire sul traghetto e poi dirottarlo in modo da tornare nel mondo dei vivi, ma il traghettatore non intende farli salire; Alaric incontra la Sfinge spiegando a Landon e Ted che esiste un altro modo per tornare tra i vivi. Alla stazione degli autobus Josie parte da sola, infatti Finch ha deciso di rimanere nella Scuola Salvatore. Jed scopre che il corpo della persona che Kaleb e Ethan volevano uccidere si è completamente rigenerato, si tratta di un ragazzo il quale lo mette in guardia: a breve una minaccia peggiore dei mostri affrontati fino ad ora farà la sua comparsa. Hope trafigge Aurora con il tridente e le due ritornano nei loro veri corpi, Aurora fugge mentre Hope uccide Lizzie, che però ritorna in vita, infatti ora è in fase di transizione per diventare un eretico.
- Special guest star: Rebecca Breeds (Aurora de Martel).
- Guest star: Zane Phillips (Ben), Courtney Bandeko (Finch Tarrayo), Ben Geurens (Il Necromante), J.J. Dunlap (Il Traghettatore), Babak Tafti (Sfinge).
- Altri interpreti: George Contini (Signor Springthorpe), Xavier Mills (Bruto).
- Ascolti USA: telespettatori 374 000[10]

## La storia della mia vita
- Titolo originale: The Story of My Life
- Diretto da: Jeffrey Hunt
- Scritto da: Brett Matthews e Price Peterson

### Trama
Hope, temendo che Lizzie come eretico possa diventare un nemico anche per lei, approfittando del fatto che lei è in transizione, le lancia un incantesimo del sonno, in modo che lei muoia dato che così non si nutrirà di sangue umano completando la trasformazione. Vardemus ora insegna in un'università, quindi Hope va da lui con la bara e gli chiede di esaminarla. Vardemus rimane sbalordito perché stando a quello che ha scoperto è un oggetto di origine divina. Vardemus dà a Hope una giara con dentro del marmo pentelico, che dovrebbe eliminare il potere della bara dato che nemmeno Hope può distruggerla, ma la ragazza cade nel tranello di Vardemus che intrappola Hope in una magia rappresentativa.
Nella scuola, Jed fa amicizia con Ben, il ragazzo che è sopravvissuto all'attacco dell'Argo, e Ben gli racconta la storia della magia: 5000 anni fa lui nacque dall'unione di una mortale e di un Dio di nome Ken. L’amante di Ben, Ashur, si ammalò gravemente e gli rimaneva poco da vivere, così Ben attraversò il portale per il mondo divino e rubò il fuoco degli Dei che conteneva il loro potere per guarire Ashur, ma era troppo tardi: quando tornò da lui era già morto, quindi Ben decise di donare agli abitanti del suo villaggio il fuoco divino così da aiutarli a diventare indipendenti, ma divennero troppo ambiziosi tanto che usarono quel potere per creare la magia e i mostri. Suo padre, Ken, lo punì lanciandogli una maledizione: incatenarlo a una pietra rendendolo immortale e facendo sì che i mostri si accanissero contro di lui in eterno. Inoltre, essendo nato dalla relazione tra una mortale e un Dio, questo fa di lui un semi-dio.
Nel Limbo, Alaric, Ted e Landon danno i loro oboli alla Sfinge che li ripaga con un indovinello, che li conduce alla torre dell'orologio, al cui interno c'è un bar, dove incontrano un Jinn, chiaramente lui è la chiave per tornare nel mondo dei vivi.
Un Pukwudgie attacca Ben, è un mostro simile a un porcospino gigante capace di diventare invisibile, MG ne deduce che Malivore ha donato a Ethan proprio i poteri del Pukwudgie. Cleo mette al polso di Ben un bracciale magico, che infatti ha il potere di renderlo immune alla maledizione degli Dei, e infatti il Pukwudgie non sente più l'esigenza di attaccarlo, essendo tra l'altro una creatura pacifica. Vardemus insieme alla sua studentessa Jen libera Lizzie dalla bara, quest'ultima morde Vardemus al collo cibandosi del suo sangue e diventa un eretico, per poi guarire Vardemus proprio con il suo sangue di vampiro. Lizzie ha con sé una stecca intagliata con il legno della quercia rossa, questa volta è pronta a uccidere Hope senza pietà ma il suo corpo non le permette di farle del male, inoltre Hope si risveglia uscendo dalla magia rappresentativa. Vardemus ne deduce che Lizzie è asservita a Hope, infatti Lizzie aveva assunto del sangue di vampiro prima di affrontare Hope, il sangue lo aveva preso dalle riserve custodite nella Scuola Salvatore, ma non sapeva che si trattasse proprio del sangue di triibrido di Hope.
Successivamente, Hope, Vardemus e Lizzie, scoprono che Jen e la potente bara sono spariti. Hope riesce a trovarla sebbene l'incantesimo di localizzazione non abbia funzionato su di lei. Jen, dimostrando di avere una forza superiore a quella di Hope, la mette facilmente al tappeto e distrugge la bara, Lizzie con i suoi poteri di eretico la indebolisce, quindi Jen si libera in volo e fugge: Hope ha capito che Jen è un Dio. Dato che Lizzie è asservita a Hope, quest'ultima la costringe a seguirla nel suo viaggio, infatti è ancora dell'intento di trovare Aurora e ucciderla, ciò che teme è che Aurora possa stringere un'alleanza con gli Dei, specialmente adesso che Hope ha scoperto che loro sono persino più potenti del tribrido, infatti avendo capito di non essere imbattibile ritiene che l'aiuto di Lizzie possa tornarle utile.
- Guest star: Alexis Denisof (Rupert Vardemus), Karan Oberoi (Zied), Piper Curda (Jen), Ben Geurens (Il Necromante), Zane Phillips (Ben).
- Altri interpreti: Bonnie Morgan (Pukwudgie).
- Ascolti USA: telespettatori 288 000[11]

## Segui il suono della mia voce
- Titolo originale: Follow the Sound of My Voice
- Diretto da: Tony Griffin
- Scritto da: Thomas Brandon e Solange Morales

### Trama
Hope e Lizzie vanno in un Luna Park; Hope vuole addestrare Lizzie che come eretico ha sia i poteri di strega che di vampiro, ma non è capace di controllarli. Le due ragazze incontrano una bambina di nome Luna, che si è smarrita. Ben è diventato uno studente della Scuola Salvatore: gli studenti si mettono a litigare tra loro perché non fanno altro che dirsi la verità senza freni inibitori. Cleo e Finch hanno capito che qualcuno ha messo il blue calamus nelle tubature e gli studenti l'hanno assimilata.
La scuola si prepara ad accogliere la nuova preside, Eve Bloom, che però viene uccisa da Aurora che si spaccia per lei: infatti è stata Aurora a usare il blue calamus. Cleo usa la magia contro di lei, ma Aurora è troppo forte, e con i suoi poteri entra nel suo subconscio. Ethan torna a casa con l'intento di rivelare a sua sorella Maya che lui ora è un essere soprannaturale, ma quando si avvicina a lei il suo corpo diventa invisibile, tanto che Maya inizia a pensare la casa è infestata. Ethan non ha il coraggio di rivelarle la verità.
MG lo convince a trovare il coraggio di aprirsi con la sorella, e alla fine Ethan confessa a Maya la verità sul mondo soprannaturale e lei riesce ad accettarla senza troppi problemi. Jed da quando ha assunto il blue calamus è ostile con Ben, infatti Finch ha capito che Jed è attratto da lui e temeva che il blue calamus avrebbe fatto sì che esternasse i suoi sentimenti per Ben. Quest'ultimo viene rapito da Aurora, in suo aiuto arrivano Jed e Finch ma è troppo tardi, Aurora è già scappata dopo aver estorto a Ben le informazioni che le servivano. Hope e Lizzie scoprono che i circense sono vampiri, il luna park è solo un espediente per attirare le loro prede, infatti hanno ucciso la sorella di Luna, l'eretico e il tribrido uccidono tutti i vampiri. Lizzie impara a gestire meglio i suoi poteri, mentre Ben spiega a Cleo che se Aurora avrà dalla sua parte gli Dei, non sarà soltanto Hope a essere in pericolo, ma l'umanità intera.
- Special guest star: Rebecca Breeds (Aurora de Martel).
- Guest star: Zane Phillips (Ben), Courtney Bandeko (Finch Tarrayo), Bianca Santos (Maya Machado).
- Altri interpreti: Chris Mayers (Imbonitore), Nicole Lamb (Valentina), Skye Roberts (Luna), Miles Doleac (Magnus il Magnifico), George Contini (Signor Springthorpe), Kayla Gibson (Bigliettaia), Adam James King (Vampiro all'high striker).
- Ascolti USA: telespettatori 356 000[12]

## Non tutti gli erranti sono perduti
- Titolo originale: Not All Those Who Wander Are Lost
- Diretto da: Michael A. Allowitz
- Scritto da: Brett Matthews e Mark Ryan Walberg

### Trama
Dopo aver interrogato Ben, Aurora è in un diner a documentarsi sugli Dei leggendo dei libri, venendo raggiunta da Hope e Lizzie, che riescono a catturarla e a portarla in un motel. Hope la incatena a una sedia e le toglie l'anello solare torturandola con la luce del sole, Aurora inizia a delirare confondendo Lizzie per Tristan, suo fratello, vampiro che discendeva dalla linea di sangue di Elijah, quando quest'ultimo è deceduto anche Tristan finì col morire per via della maledizione della discendenza di sangue. Aurora, scambiando Lizzie per il fratello, le rivela quello che ha scoperto da Ben, cioè che la bara venne forgiata dagli Dei, loro si sentivano minacciati, quindi quella bara venne creata per proteggerli ma quando Aurora la trovò la bara era vuota, ciò significa che il Dio al suo interno aveva già trovato il modo di uscirvi, rivelandole che tra gli Dei ne esiste uno che ispirò il mito di Efesto, proprio perché era un fabbro molto dotato che sapeva forgiare delle armi, Lizzie capisce che si tratta di Jen. Nonostante la grande portata del potere degli Dei, Aurora però non sa da cosa volessero difendersi con la bara. Quando Lizzie chiede ad Aurora se gli Dei sono realmente così forti da uccidere il tribrido, Aurora le risponde che non tutti hanno necessariamente questo potere, ma che tra gli Dei ne esiste uno in particolare, il più potente tra tutti, quello conosciuto come il "Padre degli Dei": Ken. Zied, il Jinn, promette a Landon, Alaric e Ted un desiderio ciascuno, in cambio delle loro anime. Landon chiede che tutti e tre possano tornare in vita, ma stranamente solo Landon e Ted tornano nel mondo dei vivi, poi arriva il traghettatore che li riporta nel Limbo: il desiderio non ha funzionato perché Landon aveva chiesto che a tornare in vita fossero tutti e tre, e questo era impossibile in quanto Alaric non è mai morto, lui infatti è solo in coma. Alaric chiede a Zied di ridare a Ted i poteri del Necromante, dato che sono superiori a quello del traghettatore, in modo che lui riporti nel mondo dei vivi Alaric e Landon, ma con i suoi poteri riemerge pure la sua malvagità, quindi il Necromante decide di riportare in vita solo Alaric dopo che Landon gli ha rivelato ciò che gli ha raccontato Wade nel breve tempo in cui era tornato tra i vivi: cioè che Hope è diventata ancora più malvagia, che Josie ha lasciato Mystic Falls e che Lizzie è un eretico. Il Necromante riporta così in vita Alaric sentendo che questo è il modo migliore per punirlo sapendo che egli tenterà vanamente di rimediare a tutti i problemi che stanno capitando alla sua famiglia oltre a dover affrontare il rimorso di aver lasciato Landon nel Limbo. Alaric si risveglia dal coma, mentre il Necromante usa il suo desiderio per annullare il contratto con Zied solo per scoprire che Alaric è riuscito a imbrogliarlo: aveva chiesto a Zied di ridare a Ted il potere del Necromante ma solo affinché lo usasse per far risorgere Alaric e Landon oltre a concedere a Zied l'anima del Necromante qualora avesse tentato di esprimere un desiderio che non fosse quello di trovare la pace. Anche se Hope ha estorto ad Aurora tutte le informazioni che le servivano, continua a torturarla per il gusto di divertirsi, infine ordina a Lizzie di ucciderla, ma quest'ultima disgustata dalla cattiveria di Hope, riesce a trascendere il legame di asservimento e spezza il collo a Hope mettendola temporaneamente fuori combattimento, così Lizzie scappa insieme ad Aurora. Hope inizia lentamente a riaccendere la sua umanità, infatti il tradimento di Lizzie l'ha ferita più di quanto lei si aspettasse, mentre è in mezzo a una strada un uomo alla guida della sua auto si ferma credendo che le serva aiuto ma lei lo morde al collo e lo uccide, infine Hope s'incammina per Mystic Falls.
- Special guest star: Rebecca Breeds (Aurora de Martel).
- Guest star: Ben Geurens (Il Necromante), Karan Oberoi (Zied), Elijah B. Moore (Wade Rivers), J.J. Dunlap (Il Traghettatore).
- Altri interpreti: Gisla Stringer (Cameriera), Reznor Malalik Allen (Pedro), Bonnie Morgan (Pukwudgie), Cooper Thornton (Autista).
- Ascolti USA: telespettatori 262 000[13]

## È questo il mostro che hai visto?
- Titolo originale: Was This the Monster You Saw?
- Diretto da: Trevor E.S. Juarez
- Scritto da: Brett Matthews e Kimberly Ndombe

### Trama
Aurora e Lizzie si mettono in viaggio per cercare Jen ma dato che gli Dei sono immuni alla magia non possono trovarla con un incantesimo localizzatore, Lizzie dunque usando un pezzo della bara distrutta da Jen lo usa per rintracciare materiali simili ad essa: ciò che vuole Aurora è che gli Dei riportino in vita Tristan. Hope torna alla Scuola Salvatore proponendo ad Alaric e agli altri studenti della Scuola Salvatore di combattere per lei, saranno ai suoi comandi qualora gli Dei dovessero minacciarli. Alaric si rifiuta di farlo, ammettendo che se potesse la ucciderebbe dato che è colpa sua se Lizzie ora è un eretico. Hope, dopo aver saputo da Ben della sua maledizione, gli toglie il bracciale così che i mostri possano attaccarlo. Per evitare che l'arrivo di un mostro possa minacciare gli studenti della scuola, Ben accompagnato da Jed, si reca nel bosco con l'intento di farsi incatenare, conscio del fatto che qualunque cosa gli farà il mostro, lui potrà guarire e ricomporsi. Jed non ha intenzione di farlo perché preoccupato per lui. Ben gli chiede perché stia esitando sebbene sia una buona strategia la sua. Jed sta per rispondergli quando un mostro fa la sua apparizione: ha l'aspetto di un clown, il quale morde Hope e Jed. L'effetto del morso fa sì che i due, in uno stato di incoscienza, rivivano i ricordi traumatici del loro passato, infatti Hope assiste all'istante in cui uccide Landon dialogando con un'altra Hope, la quale rappresenta la sua umanità. Jed rivive la sua infanzia: il padre era un uomo dispotico e spietato, Jed era molto legato al suo amico Trey, membro del branco, ma il padre di Jed voleva costringerli a combattere l'uno contro l'altro, il vincitore avrebbe ucciso il perdente attivando il gene della licantropia. Trey non voleva combattere e diede a Jed il permesso di ucciderlo. Ben una volta in salvo dal mostro, riporta Jed alla scuola dove può sottoporsi alle cure dei suoi compagni. Alaric scopre che il mostro è un Protoclown, in passato la figura del clown nell'Antico Egitto era rispettata, come consigliere del faraone, quando i romani saccheggiarono i tesori dell'Egitto rubando le statue dei clown, avevano l'abitudine di confessare ad esse i loro segreti, addirittura in un piccolo villaggio romano durante una festività si bruciava l'effige di un clown, ma una strega diede vita all'effige trasformandola nel mostro, per punire gli abitanti del villaggio per averla esiliata. Alaric scrive su dei fogli i suoi peggiori peccati, il Protoclown se ne ciba in quanto in principio la sua figura era quella del confidente, abbassa così la guardia e Cleo ne approfitta per ucciderlo. Hope e Jed si risvegliano, quest'ultimo confessa a Ben che uccise il proprio padre per proteggere Trey, attivò così il gene della licantropia per poi lasciare il branco. Jed ammette che provava per Trey dei sentimenti che andavano oltre l'amicizia, rimpiange di averlo tagliato fuori dalla sua vita, infine lui e Ben si baciano. Alaric mette in chiaro con Hope che è la benvenuta se vuole restare alla Scuola Salvatore ma non combatteranno ai suoi ordini, sentendo di non avere scelta accetta la proposta. Lizzie e Aurora trovano il nascondiglio di Jen; Hope intanto, in seguito al suo risveglio dopo la visione del clown, si rende conto che le cose sarebbero potute andare diversamente quando ha ucciso Landon, e a quel punto la sua umanità comincia a riemergere.
- Special guest star: Rebecca Breeds (Aurora de Martel).
- Guest star: Zane Phillips (Ben), Elijah B. Moore (Wade Rivers), J.J. Dunlap (Protoclown), Piper Curda (Jen).
- Altri interpreti: Hudson Meek (Giovane ragazzo), Sophia Blum (Donna egiziana), Meredith Parks (Madre), Jaime Andrews (Infermiera), Ellis Hobbs IV (Trey), Zane Shieh (Jed Tien da giovane), Joe Daru (Padre di Jed).
- Ascolti USA: telespettatori 415 000[14]

## L'unica via d'uscita è tirare dritto
- Titolo originale: The Only Way Out Is Through
- Diretto da: Jeffrey Hunt
- Scritto da: Thomas Brandon e Jose Molina

### Trama
Vardemus va alla Scuola Salvatore mostrando ad Alaric un oggetto di sua progettazione, un Manticulum, in grado di calcolare il margine di vittoria o di sconfitta in caso di combattimenti. Vardemus crea delle riproduzioni di Lizzie, Aurora, Jen e per ultimo Ken, egli è il padre di un'intera generazione di Dei, infatti anche Jen e Ben sono suoi figli. Hope e gli altri studenti della Scuola Salvatore affrontano le riproduzioni con il Manticulum che stabilisce l'esito dello scontro. Tutte le strategie scelte da Hope portano sempre alla sconfitta e alla morte di tutti, Ken è troppo potente, inoltre Aurora come vampiro è troppo forte, nessuno tra i suoi simili può competere con lei, tra l'altro ogni volta che nelle simulazioni Lizzie muore le possibilità di vittoria calano, ciò vuol dire che in ogni caso lei sarebbe la chiave di un'ipotetica vittoria contro Ken.
Jen intanto racconta a Lizzie e Aurora la storia delle bare che lei stessa forgiò: venne allontanata dagli Dei in quanto non condivideva il loro modo di fare, erano infatti esseri spietati e belligeranti, un giorno però Ken inaspettatamente le chiese aiuto: creare quelle bare per proteggerli da Malivore, infatti il potere degli Dei era alimentato dalla capacità della gente di venerarli, ma Malivore che aveva il potere di cancellare dal ricordo collettivo chiunque risucchiasse, rappresentava per gli Dei una vera sentenza di morte. Una volta forgiate le bare Ken e gli altri Dei, compresa Jen, vi si rinchiusero, le bare erano animate da un sortilegio che prevedeva che si sarebbero riaperte liberando gli Dei una volta che Malivore non avrebbe più rappresentato una minaccia, ma Jen ingannò suo padre e gli altri Dei, non c'erà alcun sortilegio che legava il potere delle bare a Malivore, anche quando egli sarebbe morto le bare non si sarebbero aperte, perché Jen era stufa della crudeltà degli Dei, specialmente di quella di Ken, che affliggeva i mortali con ogni tipo di calamità naturale, perciò voleva semplicemente tenerli rinchiusi lì in eterno, tra l'altro Jen non si è mai sigillata nella propria bara. Jen voleva bene a Ben, quando quest'ultimo era incatenato alla roccia torturato dai mostri, gli portava da bere e anche del cibo, decise a insaputa dello stesso Ben di mettere la chiave che apriva le bare dentro al corpo del fratello e lo fece assorbire da Malivore, così che Ben e la chiave non fossero più accessibili, tra l'altro seppur a malincuore riteneva che Ben all'interno di Malivore non sarebbe più stato costretto a combattere contro i mostri. Inoltre, afferma che il supplizio che Malivore crea facendoti dimenticare, non ha effetto sugli Dei, ecco perché lei ricorda tutto. Lizzie e Aurora vogliono liberare da una delle bare il Dio che ispirò il mito di Cronos, colui che manipolava il tempo, vogliono il suo aiuto così da tornare indietro nel tempo e rimediare agli sbagli che hanno fatto e capiscono di avere un vantaggio su Jen, perché lei non ha idea del fatto che già da tempo Ben si è liberato da Malivore.
Nel Limbo, il Necromante e Landon scoprono che un bandito sta rubando gli oboli raccolti dai servi di Zied, decidono di rintracciarlo sperando che possa aiutarli, ma vengono rapiti. Lizzie e Aurora vanno alla Scuola Salvatore, senza farsi vedere, e così Lizzie scopre che Alaric non è più in coma, ma in ogni caso deve aiutare Aurora a prendere la chiave, lei adesso è più interessata a risvegliare Ken sperando che quest'ultimo esaudisca il suo desiderio concedendogli la grazia, infatti Lizzie non può sottrarsi dall'aiutarla dato che lei e Aurora hanno usato il marchio della Triad, quindi qualora una delle due tradisse l'altra morirebbe bruciata viva.
L'umanità di Hope tenta in tutti i modi di riemergere, ma la ragazza, caparbia, non cede, ma ciò nonostante, decide di fare un'altra simulazione in cui ha la sua umanità accesa, ma questa volta combattendo al fianco dei suoi amici, come un gruppo unito, riescono a sconfiggere Ken. Hope, anche se il suo orgoglio non le consente di ammetterlo, inizia a capire che la vera forza non sta nell'isolarsi ma nell'accettare di cooperare con i suoi amici, ciò la porta a piangere, la sua umanità si sta riaccendendo. A quel punto, la “lotta” tra Hope e la sua coscienza (la sua umanità) raggiunge il culmine, così la ragazza perde il controllo minacciando di uccidere i suoi amici, quindi Alaric la mette fuori combattimento spezzandole l'osso del collo, e rinchiudendola in una cella.
Tutte le simulazioni hanno messo ben in evidenza che, anche battendo Ken, qualcuno di loro morirà, non ne usciranno tutti vivi, quindi Ethan e MG fanno una promessa: qualunque cosa accadrà non morirà Lizzie (dal momento che entrambi provano dei sentimenti per lei).
Alla fine, Aurora e Lizzie rapiscono Ben, nel tentativo di estrarre la chiave che apre le bare
- Special guest star: Rebecca Breeds (Aurora de Martel).
- Guest star: Alexis Denisof (Rupert Vardemus), Piper Curda (Jen), Elijah B. Moore (Wade Rivers), Ben Geurens (Il Necromante), Zane Phillips (Ben) e Luke Mitchell (Ken).
- Altri interpreti: Douglas Tait (Ciclope/Malivore), Jon McCormick (Elvis).
- Ascolti USA: telespettatori 388 000[15]

## Tutto quello che si perde può essere ritrovato
- Titolo originale: Everything That Can Be Lost May Also Be Found
- Diretto da: Brett Matthews
- Scritto da: Brett Matthews

### Trama
Hope è ancora imprigionata, Vincent usa un incantesimo per proiettarla in forma astrale a New Orleans, ad accoglierla ci sono Kol, Rebekah, Freya e Marcel i quali vogliono fare un tentativo per riaccendere la sua umanità. Rebekah e Marcel ora sono sposati, quest'ultimo promette a Hope che l'incantesimo verrà annullato se lei aiuterà la famiglia a decidere dove spargere le ceneri di Klaus (recuperate con la magia dopo che furono spazzate via dal vento dopo che lui ed Elijah si pugnalarono a vicenda). Freya e Rebekah le fanno notare che lei volendolo potrebbe diventare madre, infatti anche se adesso è in parte un vampiro, resta comunque un ibrido, proprio come lo era Klaus, il quale riuscì comunque a mettere incinta Hayley, quindi anche Hope può concepire, la sua non è una vita senza speranza. Aurora estrae dal rene di Ben la chiave, lei e Lizzie vogliono liberare il Dio che controlla il tempo, infatti anche Ben ha ammesso che contrariamente agli altri Dei, quello del tempo è un individuo virtuoso, ma le bare sono sorvegliate da Jen, quindi Lizzie la invita a trascorrere la giornata con lei, in modo da distrarla. Kaleb porta Cleo ad Atlanta, e le presenta Mavis, una donna con poteri divinatori, la quale aiutò Kaleb nei primi tempi quando divenne un vampiro. Mavis cerca di capire con esattezza la natura dei poteri di Cleo, dato che da quando non è più capace di isporare le persone, per colpa di Aurora, si sente diversa. Mavis, scopre che i poteri di Cleo sono simile ai suoi, nonché superiori: Cleo infatti vede il futuro, Mystic Falls rasa al suolo e suoi loro amici morti in battaglia, questo è quello che accadrà se gli Dei si risvegliassero. Intanto Hope decide che il luogo giusto dove spargere le ceneri di Klaus è Mystic Falls, è lì che è nato prima che la città venisse fondata, oltre al fatto che ha contribuito a costruirvi la Scuola Salvatore. Marcel le rivela che in realtà lei poteva abbandonare la proiezione quando voleva, il motivo per cui non lo ha fatto è perché inconsciamente voleva restare. L'umanità di Hope riemerge completamente proiettando un paletto di quercia rossa e lo usa per uccidere il suo alter-ero malvagio, infine Hope si risveglia, sebbene veda come visione l'altra Hope, che rappresenta la parte di lei senza umanità. Benché Jen si diverta in compagnia di Lizzie, capisce che è tutta una messa in scena, lei poi le rivela che Aurora è in possesso della chiave e che intende usarla. Aurora è davanti alle bare custodite nell'officina di Jen, ma proprio quando stava per usare la chiave risponde a uno dei telefoni di Jen, è Lizzie che ha fatto la chiamata spiegandole che Jen le ha fatto alcune rivelazioni: in realtà il Dio del tempo non è mai stato rinchiuso in nessuna delle bare, mentre Ben vuole solo risvegliare il padre Ken, il quale può annullare la maledizione che lo affligge da secoli. Così Ben, tramortisce Aurora e si impossessa della chiave. Jen e Lizzie vanno alla Scuola Salvatore, dove quest'ultima viene accolta con un abbraccio da MG e Alaric. Ben usa la chiave per aprire una delle bare.
- Special guest star: Claire Holt (Rebekah Mikaelson), Rebecca Breeds (Aurora de Martel), Riley Voelkel (Freya Mikaelson), Charles Michael Davis (Marcel Gerard), Nathaniel Buzolic (Kol Mikaelson).
- Guest star: Zane Phillips (Ben), Piper Curda (Jen), Lee Sherman (Mavis Macon).
- Ascolti USA: telespettatori 434 000[16]

## Non sarei qui se non fosse stato per te
- Titolo originale: I Wouldn't Be Standing Here If It Weren't For You
- Diretto da: Jason Stone
- Scritto da: Layne Morgan e Courtney Grace

### Trama
Lizzie nota che non ha più il marchio della Triad, esso sanciva l'accordo stretto con Aurora per aprire una delle bare con dentro un Dio, quindi il patto è sciolto, ciò vuol dire che uno degli Dei è stato liberato. Cleo fa dei disegni sulle sue visioni, uno che ritrae Mystic Falls in fiamme e un altro di Ben che uccide Kaleb. Jen spiega a Cleo che lei è un Oracolo, ha il dono di vedere in anticipo gli eventi, e le sue profezie devono sancire il corso che prenderà il futuro. Nel Limbo, il Necromante e Landon scoprono chi è stato il bandito a farli rapire: è Seylah. Quando Hope ha ucciso Malivore, così come gli altri mostri che lui aveva assorbito, anche Seylah è finita nel Limbo, lei non riesce a trovare la pace. Kaleb, Ethan e MG fanno evacuare la città, poi incontrano Ben, è lui infatti che deve dare fuoco alla città.
Intanto Lizzie aiuta Hope a liberarsi dalla visione del suo alter-ego malvagio, Lizzie ha capito che l'altra Hope è solo un meccanismo di difesa, ammette di non aver mai odiato Hope, in realtà la ammirava, era ostile con lei solo perché dava per scontato che non sarebbero mai state amiche. Hope sentendo queste parola ritrova la sua concentrazione, lei e Lizzie con la magia trasformano l'altra Hope in una farfalla che prende fuoco. Jed impedisce a Ben di fare del male a Kaleb oltre che a dare fuoco alla città; Jed spezza l'osso del collo a Ben mettendolo fuori combattimento. Cleo ha fatto in modo che l'intervento di Jed impedisse l'avverarsi delle sue visioni, ma Jen la mette in guardia: le aveva spiegato che il futuro visto dall'Oracolo non dovrebbe mai cambiare forma, adesso che però Cleo ha interferito con le sue stesse visione, la natura dei suoi poteri cambierà e diventerà qualcosa di diverso. Seylah confessa a Landon che lo abbandonò perché non si sentiva adatta a fare la madre, lui non le porta rancore, sapendo che lei ha agito come meglio poteva, in questo modo Seylah ottiene il suo obolo e lo dà al traghettatore che le permette di raggiungere la pace dopo essersi separata da Landon. Hope confessa a Lizzie di non aver mai superato la morte dei suoi genitori, diventare il tribrido rappresenta la certezza che lei, essendo immortale, sopravviverà ai suoi amici e li perderà, si voleva aggrappare al suo lato oscuro per ignorare questa triste realtà. Ken si presenta alla Scuola Salvatore, e minaccia di uccidere tutti se sua figlia non gli verrà consegnata. Hope e Lizzie lo affrontano insieme, quest'ultima riesce a toccarlo tentando di assorbire il suo potere ma non ci riesce, poiché il potere di un Dio è troppo intenso, infine Ken sconfigge sia Lizzie che Hope, e quest'ultima perde i sensi. Jen si consegna a suo padre pur di impedirgli di far del male ad altre persone e quindi Ken si ritira insieme alla figlia, adirato con lei per averlo ingannato quando forgiò le bare. Ben confessa a Jed di amarlo, e che ha agito contro di lui per proteggerlo, ma Jed non lo perdona.
Improvvisamente, MG vede Ethan sotto la doccia mentre vomita sangue, oltre al fatto che non riesce a controllare il suo potere di invisibilità, svenendo.
- Guest star: Ben Geurens (Il Necromante), Ayelet Zurer (Seylah Chelon), Piper Curda (Jen), Zane Phillips (Ben), J.J. Dunlap (Il Traghettatore) e Luke Mitchell (Ken).
- Ascolti USA: telespettatori 288 000[17]

## Nel bosco
- Titolo originale: Into the Woods
- Diretto da: Jen Derwingson-Peacock
- Scritto da: Hannah Rosner e Price Peterson

### Trama
Hope, non riesce ancora a svegliarsi dopo il violento scontro con Ken, e raggiunge il Limbo dove incontra Landon. Qui, i due abbracciano, adesso la ragazza è speranzosa di poter tornare nel mondo dei vivi con lui, ma le cose non vanno come lei si aspettava: il Necromante usa i suoi poteri per riportare Landon sulla Terra ma il traghettatore lo riporta nel Limbo, egli non tornerà mai in vita. Aurora è tenuta prigioniera da Ken, almeno finché lui non la libera e gli porta un uomo permettendole di nutrirsi del suo sangue. Ken è stranamente gentile con lei, tra i due c'è dell'attrazione, Ken ammette di volerla al suo fianco per governare il mondo moderno che a lui è completamente sconosciuto, Aurora deve essere per lui una guida, affermando che il compito di un Dio è quello di governare la Terra per portare equilibrio. Aurora è consapevole che Tristan non era migliore dei Mikaelson, si è approfittato della sorella manovrandola, ma lo rivuole indietro, chiedendo a Ken di riportarlo in vita, ma lui si rifiuta dato che era un essere malvagio che non meritava misericordia. Ben propone ad Alaric di drenare via dal suo corpo il proprio potere divino, con esso potranno creare un'arma che possa uccidere Ken, che infatti Ben disprezza. Alaric si consulta con Vardemus il quale gli spiega che è proprio il potere divino di Ben a tenerlo in vita, senza di esso lui morirà per sempre, ma Ben per amore di Jed è disposto a fare questo sacrificio, perché un Dio può essere ucciso solo con il potere divino. Nonostante tutto Alaric si rifiuta, non intende sacrificare la vita di una persona solo per ottenere una vittoria. Hope non accetta di doversi separare da Landon, quest'ultimo le spiega che lei ora è nel Limbo perché chiaramente deve imparare una lezione, ovvero che non era destino che loro due trascorressero insieme la loro vita, i due si baciano e Hope accetta con rassegnazione di doversi separare dal ragazzo che ama e ritorna nel mondo dei vivi. Il traghettatore ha permesso a Zied di trovare la pace, in cambio ha ceduto al traghettatore l'anima di Landon. MG e Lizzie studiano il Pukwudgie dato che i poteri che Malivore ha concesso a Ethan appartengono al mostro, almeno per capire perché il loro amico sta male. MG confessa a Lizzie che ha sofferto quando lei, mentre premeditava di uccidere Hope, aveva preferito confidarsi con Ethan piuttosto che con lui, ammette di amarla e che non è capace di provare per nessun altra quello che prova per lei. Il Pukwudgie muore dopo aver usato i suoi poteri, MG e Lizzie capiscono che la sua forza vitale era legata proprio ai suoi poteri ed essi hanno un determinato limite di tempo, e quando i poteri del Pukwudgie si esauriscono egli muore, dunque lo stesso vale anche per Ethan. Ken e Aurora vogliono entrambi la morte del tribrido, ma benché Ken sia più forte di Hope non può ucciderla, dato che la quercia rossa è andata distrutta. Inoltre, egli permette ad Aurora di vedere nella sua mente, lui amava i suoi figli, voleva solo proteggerli da Malivore e Jen li ha traditi, ferendo i sentimenti del padre. Inoltre, Ken afferma di volere Hope morta non per una faccenda personale ma per il potere: non sopporta che esista al mondo,qualcuno che brama di essere la creatura più forte al mondo (ovvero Hope), vuole dunque eliminarla per provare che lui è il più potente di tutti (da Dio onnipotente quale ha la fama di essere). Aurora decide di combattere al fianco di Ken ammettendo che lui ha ragione, Tristan era una persona crudele e non merita di tornare in vita, infine i due si baciano suggellando la loro unione.
- Special guest star: Rebecca Breeds (Aurora de Martel).
- Guest star: J.J. Dunlap (Il Traghettatore), Zane Phillips (Ben), Ben Geurens (Il Necromante) e Luke Mitchell (Ken).
- Altri interpreti: Bonnie Morgan (Pukwudgie).
- Ascolti USA: telespettatori 376 000[18]

## Entro la fine di questo incontro saprai chi eri destinata a essere
- Titolo originale: By the End of This, You'll Know Who You Were Meant to Be
- Diretto da: Lauren Petzke
- Scritto da: Thomas Brandon

### Trama
Aurora e Ken ora sono amanti, e mentre sono a letto insieme Cleo usa un incantesimo per entrare nella mente di Ken approfittando del fatto che lui dorme, ma non serve a nulla, lui percepisce la sua presenza, e la ferisce, quindi Cleo ritorna nel mondo reale, riportando la medesima ferita che Ken le aveva inflitto nella proiezione mentale, ciò vuol dire che un Dio può uccidere qualcuno trascendendo anche il piano astrale. Ken rivela ad Aurora che per ottenere il controllo degli Dei uccise i suoi stessi fratelli, e farà fare a lei la medesima fine se non troverà il modo di convincere Jen (che ora è sua prigioniera) a forgiare un'arma che possa uccidere Hope. Ben spiega ad Alaric e ai suoi studenti che gli Dei si indeboliscono con lo zolfo e il fosforo, quindi usando un esplosivo con questi elementi potrebbero indebolire Ken, ma qualcuno dovrà avvicinarsi a lui e innescare l'esplosione, venendo quindi coinvolto e ucciso. Hope ritiene che Lizzie sia la persona più adatta, è un eretico, potrebbe sopravvivere all'esplosione, e se riuscisse a usare i suoi poteri per assorbire l'energia divina di Ken egli si indebolirebbe e l'esplosione potrebbe anche ucciderlo. MG spiega a Ethan che lui non è necessariamente in pericolo di vita, se si astiene dall'usare i suoi poteri non morirà, comunque MG lo convince a lasciare la Scuola Salvatore e a tornare dalla sua famiglia, la battaglia contro Ken è imminente e Ethan è per natura una persona di buon cuore, se vedesse i suoi amici in pericolo userebbe i suoi poteri per salvarli e morirebbe, quindi Ethan lascia l'istituto infine lui e MG si salutano con un abbraccio. Nel Limbo il traghettatore per la prima volta si mette a dialogare, parlando con Landon cambia forma, rivelandosi nella sua reale forma, quella di una donna, il suo nome è Lynn, a quel punto Landon capisce che lei è un Dio. Lynn gli spiega che Ken è suo fratello, il luogo dove si trova la pace era la dimora degli Dei, erano felici ma poi Ken li plagiò, li convinse a stabilirsi nel mondo mortale dove lui avrebbe potuto espandere il suo dominio, quando gli Dei entrarono in contatto con gli umani aumentarono le guerre e i morti, le cui anime finivano nel Limbo, ed è così che Lynn ebbe compassione per loro decidendo di ospitarle nel mondo degli Dei, cosa che Ken trovò offensiva, al punto che trasformò quel gesto di altruismo nella condanna di Lynn: la costrinse a diventare il traghettatore maledicendola affinché il solo scopo nella sua vita fosse solo quello di condurre le anime nel mondo degli Dei. Lynn ormai per colpa della maledizione non può tornare nel suo regno a meno che qualcuno non decida di prendere il suo posto, e ritiene che Landon sia la persona migliore, ha solo dimostrato altruismo dato che da quando è arrivato nel Limbo ha già aiutato alcune anime a trovare la pace. Landon accetta anche se Lynn lo mette in guardia: un traghettatore può anche riportare in vita l'anima di una persona, ma se lo fa altera l'equilibrio della natura e la sua umanità svanisce, lei stessa ormai non prova più sentimenti, infine Lynn trova la pace, e con lei anche Ted dopo che Landon lo aveva privato del potere del Necromante. Jed non riesce ancora a perdonare Ben il quale aveva cercato di tradirli, ma Finch lo convince a riconsiderare la sua opinione e a mettere da parte l'orgoglio, dato che Ben all'inizio era pronto a morire pur di uccidere Ken. Aurora cerca di convincere Jen a forgiare un'arma divina animata dal potere delle ceneri della quercia rossa, essa potrà uccidere Hope. Jen la deride, ha capito che Aurora è diventata l'amante di Ken rivelandole che il padre è solo un seduttore, ha sempre manipolato le donne con false promesse, inoltre ha fatto credere ad Aurora che lui amava la sua famiglia solo per via dei ricordi nella sua mente che Aurora aveva visto, spiegandole che Ken ha il potere di modificare i ricordi. In ogni caso Jen accetta di creare l'arma sapendo di non avere altra scelta. Cleo stabilisce ancora una volta un contatto con la mente di Ken il quale le rivela che lei adesso è una Furia, è quello che avviene quando un Oracolo cambia il corso degli eventi che egli stesso aveva predetto, la natura dei suoi poteri ora è cambiata. Ken le spiega che gli Dei e le Furie in passato collaboravano, almeno finché Ken non le uccise tutte per punirle dato che si erano rifiutate di servirlo. Ken cerca di scendere a patti con Cleo, dovranno consegnargli Hope altrimenti lui ucciderà chiunque si metta sulla sua strada. Cleo si rifiuta di farlo quindi Ken decide di tenerla prigioniera nella sua mente, Kaleb stabilisce un contatto mentale con Ken e Cleo in modo da salvare quest'ultima, ma Ken uccide Kaleb in questa proiezione e dunque anche nella realtà mentre Cleo ritorna nel mondo reale, sconvolta dalla morte del ragazzo.
- Special guest star: Rebecca Breeds (Aurora de Martel).
- Guest star: Zane Phillips (Ben), Ben Geurens (Il Necromante), J.J. Dunlap (Il Traghettatore), Courtney Bandeko (Finch Tarrayo), Piper Curda (Jen), Tasya Teles (Lynn) e Luke Mitchell (Ken).
- Altri interpreti: Mia Rose (Ragazza al cellulare).
- Ascolti USA: telespettatori 409 000[19]

## Questa storia può solo finire nel sangue
- Titolo originale: This Can Only End in Blood
- Diretto da: Jeffrey Hunt
- Scritto da: Benjamin Raab e Deric A. Hughes

### Trama
Jen combina il potere divino con le ceneri della quercia rossa forgiando una lancia che Ken dovrà usare nella battaglia contro Hope, come afferma Jen la lancia la ucciderà quando essa trafiggerà il cuore del tribrido. Jen chiede di essere lasciata libera, ma benché Ken provi solo disgusto per la figlia preferisce averla al suo fianco, almeno per adesso, infatti prima di liberarla vuole assicurarsi che la lancia possa funzionare per davvero. Hope si presenta a Ken sotto forma di proiezione astrale, e gli lancia una sfida, è stato Ben a spiegarle che gli Dei secondo le loro tradizioni non possono tirarsi indietro quando vengono sfidati.
Il piano di Hope è quello di indebolire Ken, poi Lizzie userà l'esplosivo di zolfo e fosforo, e se non lo ucciderà, a dargli il colpo di grazia saranno i licantropo e i vampiri che saranno appostati nel bosco. Tuttavia il piano non va nel modo sperato: nel luogo del duello si presenta Aurora al posto di Ken, lei stessa brandisce la lancia divina e affronta Hope, mentre Ken usa i suoi poteri costringendo i licantropi a trasformarsi in lupi attivando la lolo maledizione sebbene non ci sia la luna piena. A quel punto, Alaric si vede costretto a uccidere Jed sparandogli, dato che in forma di lupo rischiava di attaccarlo, inoltre Ken libera Ben dalla maledizione quindi suo figlio diventa un normale essere umano, i licantropi lo aggrediscono e questa volta rischia di morire per davvero, sebbene riesca a mettersi in salvo pur riportando molte ferite. MG aiuta i vampiri a fuggire dai licantropi, attirando la loro attenziano, loro lo mordono e infine MG muore per via del veleno del morso di licantropo, Lizzie aveva tentato di salvarlo assorbendo la magia del veleno ma non ci è riuscita dato che MG è stato morso troppe volte.
Ethan si sente in colpa dato che i suoi amici hanno bisogno di aiuto mentre lui si astiene dal combattere, sua sorella Maya gli ricorda che se userà i suoi poteri ancora una volta lui morirà. Cleo riesce a trovare Jen che è tenuta prigioniera dal padre, gli rivela di aver scoperto di essere una Furia, a quel punto Jen le spiega che ciò andrebbe a suo vantaggio, dato che in passato oltre al potere di Malivore quello delle Furie era l'unico che poteva minacciare quello degli Dei, quindi Jen permette a Cleo di accedere alla sua mente in modo che Jen le faccia prendere coscienza dei suoi nuovi poteri.
Aurora, per merito della lancia divina, riesce a mettere Hope in seria difficoltà riuscendo a graffiarla, infatti ogni volta che la giovane Mikaelson viene ferita dalla lancia il potere delle ceneri della quercia rossa la indeboliscono, nonostante ciò Hope la disarma ma pur avendo la possibilità di ucciderla, le risparmia la vita. Hope cerca di farle capire che Aurora ha solo conosciuto gli aspetti peggiori di Klaus, ma lui sapeva essere anche una persona premurosa e gentile, anche se era consapevole che aveva commesso troppi peccati da cui non poteva redimersi. Interviene Ken che impugna la lancia divina e riesce a sopraffare Hope e proprio quando stava per ucciderla con la lancia, Aurora si contrappone tra i due venendo trafitta lei dall'arma divina. Hope, dopo essersi allontanata con lei, cerca di usare il suo sangue per guarirla ma non ci riesce, il potere divino della lancia è troppo potente, dato che essendo il suo sangue una fonte di magia, non ha effetto sulla ferita causata dall'arma che ha poteri divini. Aurora ammette di aver amato Klaus, voleva essere lei a redimerlo ma ora ha capito che quello era il destino di Hope e non il suo, infine muore serenamente.
MG, Jed e Kaleb sono finiti nel Limbo, quindi Landon, divenuto il nuovo traghettatore, usa i suoi poteri e li riporta in vita in modo che possano combattere contro Ken. Lizzie afferra la mano destra di Ken e inizia ad assorbire il suo potere divino indebolendolo per poi innescare l'esplosivo, interviene Ethan che con i suoi poteri si teletrasporta via insieme a Lizzie un istante prima dell'esplosione che avrebbe ucciso pure lei, purtroppo Ethan muore per aver usato i suoi poteri e il suo corpo scompare nel nulla. Ken sopravvive all'esplosione seppur con il corpo parzialmente ricoperto da ustioni. Lizzie, Jed, Kaleb ed MG lo attaccano tutti insieme ma lui riesce a sottometterli con la sua forza per poi scagliare la lancia contro Hope per ucciderla, ma poi interviene Cleo che con i suoi poteri blocca la lancia per poi impadronirsene, adesso ha il pieno controllo dei suoi poteri di Furia ed emette contro Ken la sua sentenza di morte. Hope colpisce Ken con un calcio scaraventandolo contro Cleo che lo trafigge con la lancia divina uccidendolo e disintegrando il suo corpo, infatti la lancia è animata da potere divino che per un Dio è letale. Hope, Lizzie, Cleo, MG, Kaleb e Jed si stringono in un forte abbraccio, felici di aver vinto la feroce battaglia.
Adesso che Ken è morto, Jen è libera. MG non riesce a gioire totalmente della vittoria dato che Ethan ha sacrificato la sua vita, affermando che lui è stato il più coraggioso tra tutti, e che vivrà per combattere in difesa di tutto ciò che è giusto, sentendo che è il solo modo per rendere omaggio alla memoria di Ethan. Hope e Lizzie ripongono il corpo senza vita di Aurora su una zattera lasciandola a mollo sul lago dandole fuoco, onorando la sua memoria con una cerimonia vichinga. Ethan finisce nel Limbo con Landon ad accoglierlo.
- Special guest star: Rebecca Breeds (Aurora de Martel).
- Guest star: Piper Curda (Jen), Zane Phillips (Ben), Courtney Bandeko (Finch Tarrayo), Bianca Santos (Maya Machado) e Luke Mitchell (Ken).
- Ascolti USA: telespettatori 449 000[20]

## Vedi di non sparire, ok?
- Titolo originale: Just Don't Be a Stranger, Okay?
- Diretto da: Michael A. Allowitz
- Scritto da: Julie Plec e Brett Matthews

### Trama
La Scuola Salvatore organizza una veglia funebre per commemorare Ethan, Alaric si sente in colpa dato che era un suo studente e non è riuscito a proteggerlo. Tra Josie e Finch è finita, infatti Josie ormai studia in un collegio in Belgio, non vuole più tornare a Mystic Falls. Hope invoca Landon dal Limbo sotto forma di proiezione, il quale ha perso la sua umanità per aver riportato in vita i suoi amici, sa che c'è un sentimento d'amore che lo lega a Hope ma non è più innamorato di lei. Landon mostra a Hope una sorta di "video-messaggio" di Klaus, infatti Ethan ha trovato la Pace e lì ha stabilito un contatto con il padre di Hope il quale le spiega che commetterà altri errori, e quando troverà l'amore lo perderà, è il prezzo da pagare per l'immortalità, ma aggiunge che Hope è tra le cose che lui non ha rimpianto dicendole «tu sei la mia pace» e lei ascolta queste parole con gioia e commozione. Jed scopre che, quando Landon lo ha riportato in vita, è risorto come umano, quindi decide di mettersi in viaggio con Ben, e Finch lo abbraccia quando le cede il titolo di alpha del branco. Anche se Lizzie all'inizio voleva raggiungere Josie in Belgio, capisce che il suo posto è al fianco di MG, i due finalmente diventano una coppia. Cleo vede il suo futuro e anche quello di Kaleb scoprendo che quest'ultimo è destinato a fare grandi cose, e a proiettare il mondo del soprannaturale nel futuro. Benché Alaric all'inizio volesse chiudere la Scuola Salvatore, si limita poi a dare le dimissioni, ha capito che i valori dell'istituto devono cambiare, e che il soprannaturale non deve rimanere per sempre segreto al mondo, Caroline torna a Mystic Falls sostituendo Alaric, anche se è solo un ruolo ad interim, è implicito che sarà Cleo un giorno a rivestire in maniera permanente la carica di preside, avendolo visto nel proprio futuro. La famiglia di Hope le spedisce un pacco con dentro l'urna che contiene le ceneri di Klaus e il ciondolo che Hope regalò a Josie per il suo sedicesimo compleanno, effettivamente Josie lo diede alla famiglia di Hope per aiutarli a riaccendere l'umanità della ragazza. Hope sparge le ceneri di Klaus nel lago. Alaric lascia Mystic Falls, e Hope lo saluta, Alaric ammette di averla considerata una figlia e lei lo ringrazia per essere stato un padre meraviglioso. Hope non se la sente di conservare la lancia divina, è una responsabilità troppo grande dato che è l'unica arma che può ucciderla ed è indistruttibile, dunque la spedisce in Belgio affidandola a Josie. La Scuola Salvatore si prepara ad accogliere la nuova generazione di giovani soprannaturali, e a Hope viene dato l'incarico di dare ai nuovi studenti il benvenuto.
- Special guest star: Candice King (Caroline Forbes), Joseph Morgan (Klaus Mikaelson).
- Guest star: Elijah B. Moore (Wade Rivers), Courtney Bandeko (Finch Tarrayo), Zane Phillips (Ben).
- Altri interpreti: Reznor Malalik Allen (Pedro).
- Ascolti USA: telespettatori 412 000[21]